# El Bulli (film)
Pour plus de détails, voir Fiche technique et Distribution.
El Bulli (El Bulli: Cooking in Progress) est un film allemand réalisé par Gereon Wetzel, sorti en 2010.

## Synopsis
Un documentaire sur le restaurant El Bulli situé à Roses en Catalogne et dirigé par le chef Ferran Adrià.

## Fiche technique
- Titre : El Bulli
- Titre original : El Bulli: Cooking in Progress
- Réalisation : Gereon Wetzel
- Scénario : Anna Ginestí Rosell et Gereon Wetzel
- Musique : Stephan Diethelm
- Photographie : Josef Mayerhofer
- Montage : Anja Pohl
- Production : Petra Felber, Ingo Fliess et Jutta Krug
- Société de production : if... Productions
- Société de distribution : Zootrope Films (France)
- Pays :  Allemagne
- Genre : Documentaire
- Durée : 108 minutes
- Dates de sortie : 
  -  Pays-Bas : 19 novembre 2010 (festival international du film documentaire d'Amsterdam)
  -  France : 12 octobre 2011

## Accueil
Jacques Mandelbaum pour Le Monde estime que « le film aurait enfin gagné à sustenter l'appétit de connaissance de son spectateur plutôt qu'à le placer dans la position de principe d'un zélote ébloui par sa divinité ». Guillaume Loison pour Première évoque un « bon sujet de cinéma efficacement étayé, [qui] peine pourtant à se démarquer des reportages culinaires qui pullulent à la télé ».